# Cantone di Meximieux
Il Cantone di Meximieux è una divisione amministrativa dell'arrondissement di Bourg-en-Bresse con capoluogo Meximieux.
A seguito della riforma approvata con decreto del 13 febbraio 2014, che ha avuto attuazione dopo le elezioni dipartimentali del 2015, è passato da 12 a 15 comuni.

## Composizione
I 12 comuni facenti parte prima della riforma del 2014 erano:
- Bourg-Saint-Christophe
- Charnoz-sur-Ain
- Faramans
- Joyeux
- Meximieux
- Le Montellier
- Pérouges
- Rignieux-le-Franc
- Saint-Jean-de-Niost
- Saint-Maurice-de-Gourdans
- Saint-Éloi
- Villieu-Loyes-Mollon

Dal 2015 i comuni appartenenti al cantone sono i seguenti 15:
- Balan
- Béligneux
- Bourg-Saint-Christophe
- Bressolles
- Dagneux
- Faramans
- Joyeux
- Meximieux
- Le Montellier
- Montluel
- Pérouges
- Pizay
- Rignieux-le-Franc
- Saint-Éloi
- Sainte-Croix